# Euxoa actinea
Euxoa actinea är en fjärilsart som beskrevs av Igor Kozhanchikov 1934. Euxoa actinea ingår i släktet Euxoa och familjen nattflyn. Inga underarter finns listade i Catalogue of Life.